# アタテュルク国際空港襲撃事件
アタテュルク国際空港襲撃事件（アタテュルクこくさいくうこうしゅうげきじけん）とは、トルコのイスタンブールにあるアタテュルク国際空港で2016年6月28日に行われたテロ攻撃。

## 概要
現地時間22時ごろ、国際線ターミナルがあるターミナル2のタクシー乗り場に、爆発物が仕込まれた自爆用のジャケットを着込み、手榴弾と自動小銃の弾倉（マガジン）が入ったリュックサックを所持した、3人の犯人達がタクシーで到着した。当初はターミナル内で人質を取る計画であり、それを実行しようとターミナル2に入ろうとした時に、夏なのに厚着をしている犯人達を見て不審に思った警察官が、犯人達の1人に近寄って身分証の提示を求めて職務質問を始めたため、当初の計画は失敗となり、その場において、その1人がジャケットの内ポケットから銃を取り出して警察官に対して発砲を始めて銃撃戦となり、その後に到着ロビーの入口付近で自爆した。残りの2人は、警察官が犯人の自爆の爆発に気を取られている隙を突き、出発ロビーがある2階に向かい、入口付近にある手荷物のX線検査場で左右に分かれて自動小銃（カラニシコフ銃）で乱射を始め、1人は出発ロビーの奥まで走り警察官を引き付けた後に自爆、もう1人はエスカレーターで1階の到着ロビーに下りた後に自爆した。犯行時間はわずか10分間であった。これにより、犯人を含む48人が死亡、238人が負傷した。
その後の捜査により、実行犯の3人はロシア・ウズベキスタン・キルギスの出身であると判明しており、ISIL（イラク・シリア・イスラム国）が｢首都｣と称するシリア北部のラッカから1カ月前にトルコに入国したとみられている。また、実行犯への指示役はロシア南部の北カフカス地方出身の戦闘員の男と判明している。
トルコ当局の捜査により、事件に関連したとして、イスタンブールで13人、沿岸部のイズミルで9人の計22人を30日に拘束した、その内の3人は外国籍だった。また、シリア難民が多く暮らすイスタンブールのファティ地区で犯人達が入国後にアパートを借りていたことが分かり、警察が捜査で入り込んだ際には犯人達の内の1人のパスポートが残されていた。ファティ地区では、警察が住民に対して、犯人達と思われる3人の写真やビデオを見せて事情聴取した。
犯行声明は出されていないが、トルコのレジェップ・タイイップ・エルドアン首相はISILの犯行の可能性が高いとの見方を示しており、同国政府関係者も｢ISIL指導部が関与した、極めて入念に計画された犯行｣との見方を示している。

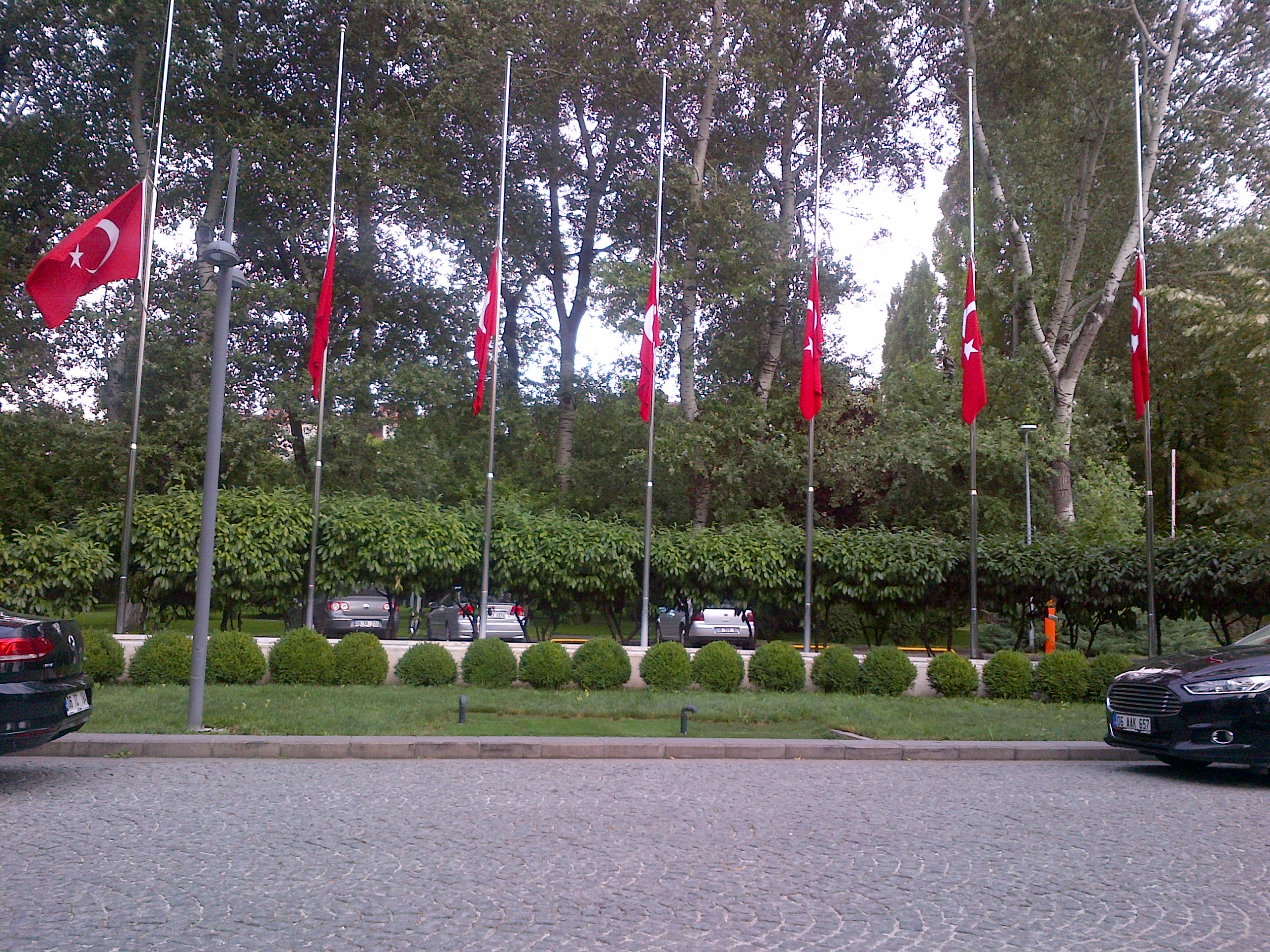
トルコのアンカラでは半旗が掲げられた

## 死傷者数
犯人を含む48人が死亡、および238人が負傷した。犠牲者の半数はトルコ国籍であった。
| 国籍           | 人数 |
| -------------- | ---- |
| トルコ         | 23   |
| サウジアラビア | 6    |
| ヨルダン       | 3    |
| パレスチナ     | 3    |
| イラク         | 2    |
| チリ           | 1    |
| 中国           | 1    |
| イラン         | 1    |
| チュニジア     | 1    |
| ウクライナ     | 1    |
| ウズベキスタン | 1    |
| 国籍不明者     | 2    |
| 合計           | 45   |

## トルコ国内および国外の反応

### 国内
トルコのレジェップ・タイイップ・エルドアン大統領は、｢信仰と価値観に関わらず、テロリズムを標榜している｣と述べて、イスラム教徒の神聖なラマダン月を狙ったテロ攻撃を非難し、｢トルコは最後までテロとの戦いを継続する力と決意と能力を持っている｣とも述べてテロ攻撃に対して闘争を続けることを誓った。

### 国外
- アメリカ合衆国：バラク・オバマ大統領は、訪問先のカナダの首都オタワで29日声明を発表し、｢凶悪なテロ攻撃を受けたトルコの人々に深い哀悼の意を表する」と述べ、「私たちの文明世界全体に影響を及ぼす憎しみのネットワークを解体するまで、立ち止まることはない。われわれはトルコの人々とともにある」とも述べて、テロとの戦いを続けると表明して、アメリカ政府としてトルコを支援する考えを強調した[5]